# Baâlon
Baâlon är en kommun i departementet Meuse i regionen Grand Est (tidigare regionen Lorraine) i nordöstra Frankrike. Kommunen ligger i kantonen Stenay som tillhör arrondissementet Verdun. År 2022 hade Baâlon 268 invånare.

## Befolkningsutveckling
Antalet invånare i kommunen Baâlon
| Referens: INSEE |